# Cueta modesta
Cueta modesta is een insect uit de familie van de mierenleeuwen (Myrmeleontidae), die tot de orde netvleugeligen (Neuroptera) behoort. 
Cueta modesta is voor het eerst wetenschappelijk beschreven door Hölzel in 1972.